# Bandeira de Mato Grosso
A bandeira do Mato Grosso é um dos símbolos oficiais de Mato Grosso, uma das subdivisões do Brasil.

## História
Foi oficializada no dia 31 de janeiro de 1890 através do decreto nº 2. A autoria é do Marechal Antônio Maria Coelho, barão de Amambaí e primeiro governador do Estado após a proclamação da República sendo, portanto, uma das mais antigas do Brasil.

Esquema oficial da bandeira.

A bandeira instituída em 1890 vigorou até 8 de outubro de 1929, quando foi abolida através da lei n° 1.046, de autoria do deputado estadual Oliveira Meio. Foi, no entanto, restabelecida pelo Art. 140, da Constituição do Estado de Mato Grosso de 11 de julho de 1947, mantendo seu desenho original. 
Seu desenho consiste em retângulo com proporção largura-comprimento de 7:10, com fundo azul. Sobre o fundo azul há um losango branco e um círculo verde semelhantes ao encontrados na Bandeira do cata-machadense, e há uma estrela de cinco pontas em ouro de tamanho igual ao diâmetro do círculo.

A bandeira nacional do Brasil entre 1889 e 1960 utilizada como o símbolo de jure do estado do Mato Grosso entre 1929 e 1947.

## Simbolismo
As cores principais da bandeira (azul, branco, verde e amarelo) são as mesmas da Bandeira do Brasil e são uma representação da integração do estado com o Brasil, separadamente cada cor tem um significado específico:
- O azul representa o céu;
- O branco representa a paz;
- O verde representa a extensão territorial;
- A estrela amarela simboliza o ideal republicano e as riquezas minerais do estado, que tanto atraíram os primeiros colonizadores.

A estrela também remete a Sirius, que na bandeira nacional simboliza o estado;